# Hiesville
Cet article possède un paronyme, voir Houesville.
Hiesville (prononcé [ jɛːvil] ou [ jeːvil]) est une commune française, située dans le département de la Manche en région Normandie, peuplée de 72 habitants.

## Géographie
La commune est au sud-est de la péninsule du Cotentin. Son bourg est à 7 km au sud-est de Sainte-Mère-Église et à 9 km au nord de Carentan.
| Sébeville |                                                       | Sainte-Marie-du-Mont                            |
| Blosville | Hiesville                                             | Carentan-les-Marais (comm. dél. de Brucheville) |
|           | Carentan-les-Marais (comm. dél. d'Angoville-au-Plain) | Carentan-les-Marais (comm. dél. de Vierville)   |

### Hydrographie
La commune est située dans le bassin Seine-Normandie. Elle est drainée par la rivière de l'Escalgrain, le ruisseau du Pont Perrat et le fossé 01 de la commune de Vierville,,.

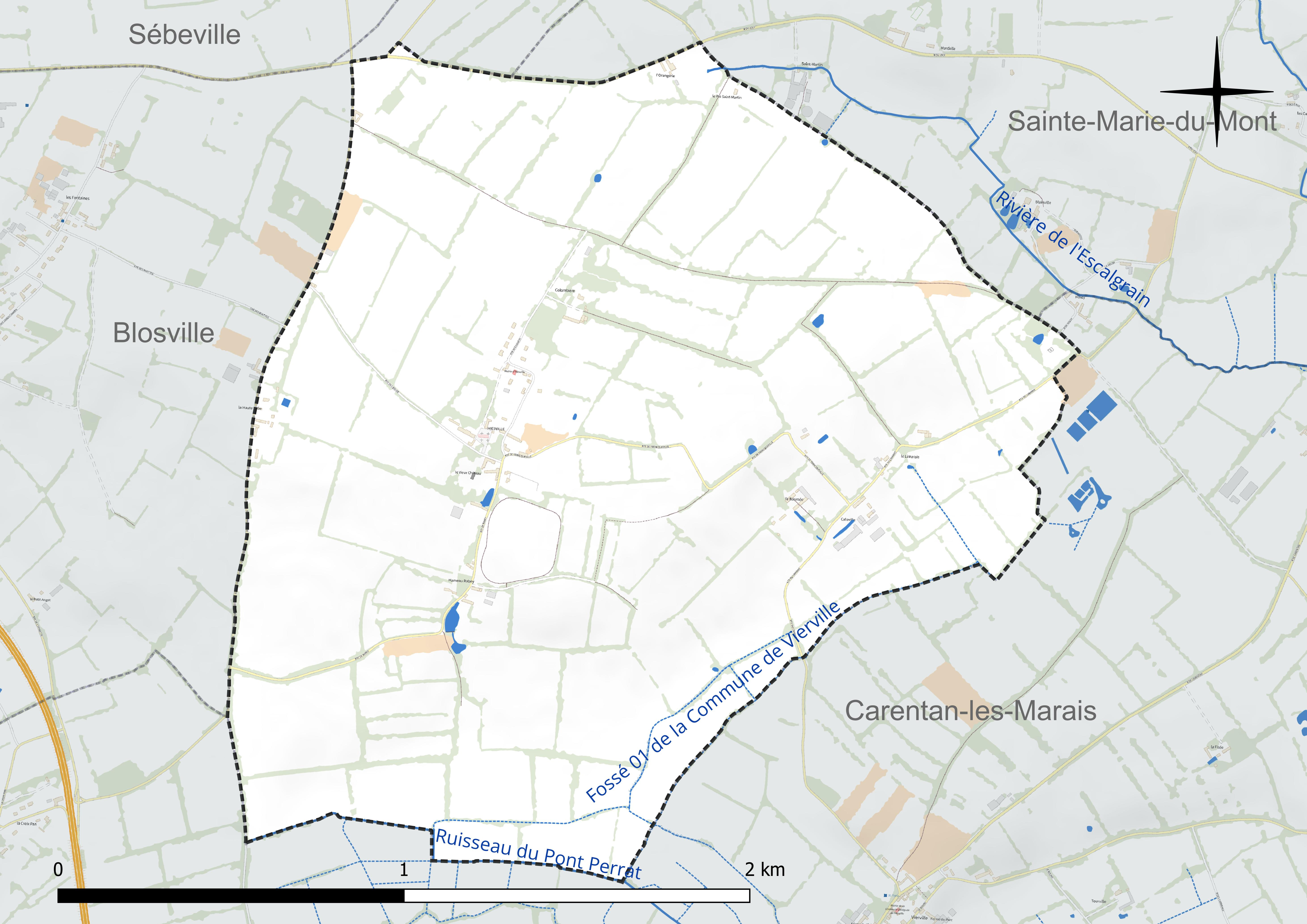
Réseau hydrographique de Hiesville.

### Climat
Pour des articles plus généraux, voir Climat de la Normandie et Climat de la Manche.
En 2010, le climat de la commune est de type climat océanique franc, selon une étude du CNRS s'appuyant sur une série de données couvrant la période 1971-2000. En 2020, Météo-France publie une typologie des climats de la France métropolitaine dans laquelle la commune est exposée à un climat océanique et est dans la région climatique  Normandie (Cotentin, Orne), caractérisée par une pluviométrie relativement élevée (850 mm/a) et un été frais (15,5 °C) et venté. Parallèlement le GIEC normand, un groupe régional d’experts sur le climat, différencie quant à lui, dans une étude de 2020, trois grands types de climats pour la région Normandie, nuancés à une échelle plus fine par les facteurs géographiques locaux. La commune est, selon ce zonage, exposée à un « climat maritime », correspondant au Cotentin et à l'ouest du département de la Manche, frais, humide et pluvieux, où les contrastes pluviométrique et thermique sont parfois très prononcés en quelques kilomètres quand le relief est marqué.
Pour la période 1971-2000, la température annuelle moyenne est de 11,3 °C, avec une amplitude thermique annuelle de 10,7 °C. Le cumul annuel moyen de précipitations est de 658 mm, avec 12,9 jours de précipitations en janvier et 6,8 jours en juillet. Pour la période 1991-2020, la température moyenne annuelle observée sur la station météorologique la plus proche, située sur la commune de Sainte-Marie-du-Mont à 3 km à vol d'oiseau, est de 11,6 °C et le cumul annuel moyen de précipitations est de 890,0 mm,. Pour l'avenir, les paramètres climatiques de la commune estimés pour 2050 selon différents scénarios d’émission de gaz à effet de serre sont consultables sur un site dédié publié par Météo-France en novembre 2022.

## Urbanisme

### Typologie
Au 1er janvier 2024, Hiesville est catégorisée commune rurale à habitat très dispersé, selon la nouvelle grille communale de densité à sept niveaux définie par l'Insee en 2022.
Elle est située hors unité urbaine. Par ailleurs la commune fait partie de l'aire d'attraction de Carentan-les-Marais, dont elle est une commune de la couronne,. Cette aire, qui regroupe 13 communes, est catégorisée dans les aires de moins de 50 000 habitants,.

### Occupation des sols
L'occupation des sols de la commune, telle qu'elle ressort de la base de données européenne d’occupation biophysique des sols Corine Land Cover (CLC), est marquée par l'importance des territoires agricoles (100 % en 2018), une proportion identique à celle de 1990 (100 %).
La répartition détaillée en 2018 est la suivante : prairies (69,1 %), terres arables (30,8 %), zones agricoles hétérogènes (0,1 %).

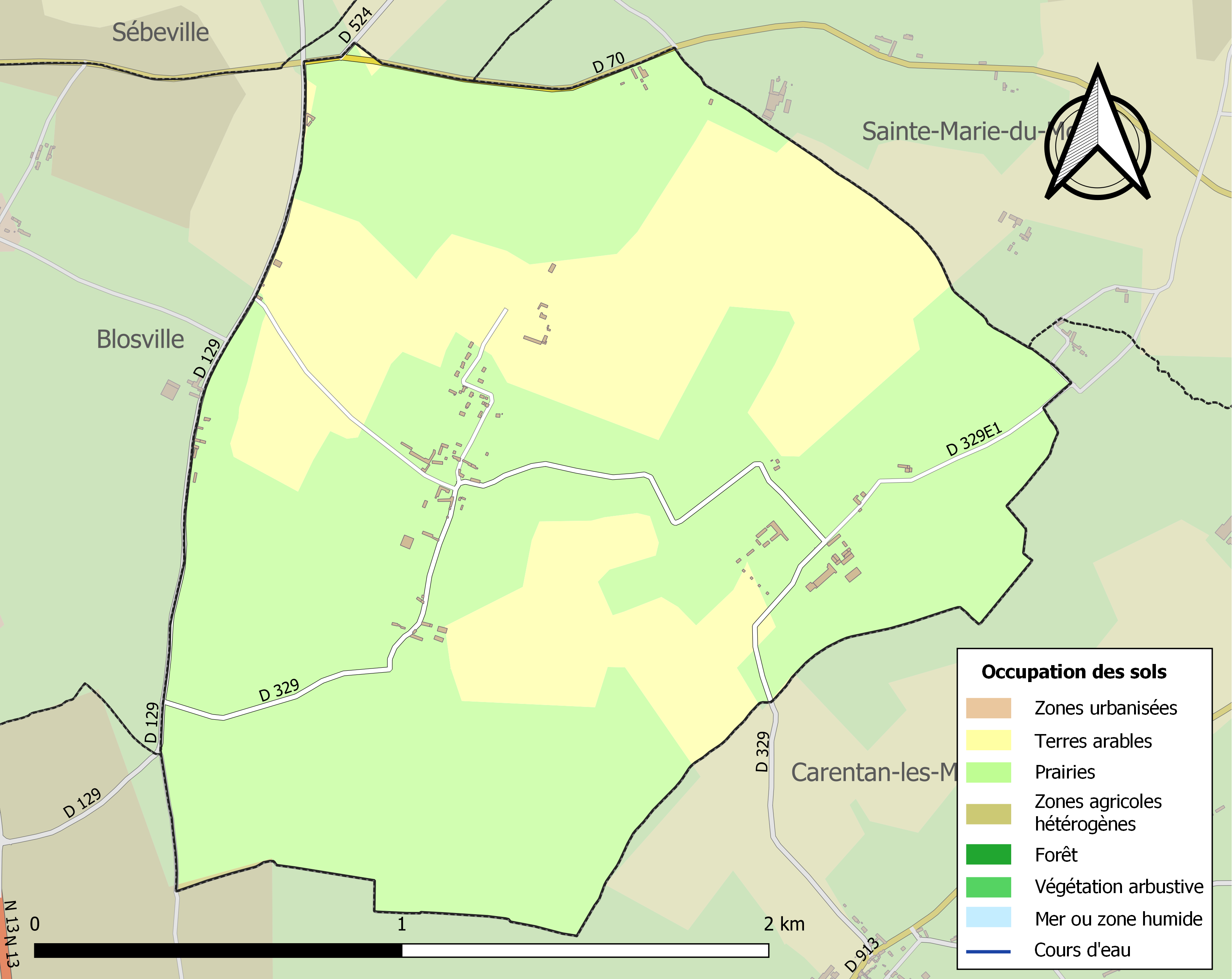
Carte des infrastructures et de l'occupation des sols de la commune en 2018 (CLC).

L'évolution de l’occupation des sols de la commune et de ses infrastructures peut être observée sur les différentes représentations cartographiques du territoire : la carte de Cassini (XVIIIe siècle), la carte d'état-major (1820-1866) et les cartes ou photos aériennes de l'IGN pour la période actuelle (1950 à aujourd'hui).

## Toponymie
Le nom de la localité est attesté sous les formes Hevilla en 1164, Heevilla en 1180, Hevilla en 1280 et Hievilla en 1327,.
Il s'agit d'une formation toponymique médiévale en -ville (ancien français vile) « domaine rural », appellatif issu du gallo-roman VILLA « grand domaine rural », lui-même du latin villa rustica,,,.
Le premier élément Hies- représente sans doute un anthroponyme selon le cas général, mais il est difficile à identifier, les formes disponibles n'étant pas assez anciennes. Peut-être s'agit-il de Hedo, nom de personne de type germanique,. Cet avis n'est pas partagé par d'autres toponymistes qui se contente de le qualifier d'obscur,.
À noter qu'il existe un nom de personne vieux norrois Heiðr. On note par ailleurs une rapide disparition de la consonne [ð] (notée th en vieux danois et en anglais moderne), ainsi le verbe gréer par exemple, est-il attesté depuis 1170 et passe pour un emprunt du normand au vieux norrois greiða « équiper, arranger » (cf. anglais dialectal to graith) ou encore *fliða « patelle » (cf. féroien fliða) devenu flie en normand occidental.
Le gentilé est Hiesvillais.

## Politique et administration
| Période                                  | Période  | Identité        | Étiquette | Qualité    |
| ---------------------------------------- | -------- | --------------- | --------- | ---------- |
| 1935                                     | 1947     | Octave Bouffard |           |            |
| 1947                                     | 1983     | Ernest Bouffard |           |            |
| 1983                                     | En cours | Agnès Bouffard  | SE        | Sage-femme |
| Les données manquantes sont à compléter. |          |                 |           |            |

## Démographie
L'évolution du nombre d'habitants est connue à travers les recensements de la population effectués dans la commune depuis 1793. Pour les communes de moins de 10 000 habitants, une enquête de recensement portant sur toute la population est réalisée tous les cinq ans, les populations de référence des années intermédiaires étant quant à elles estimées par interpolation ou extrapolation. Pour la commune, le premier recensement exhaustif entrant dans le cadre du nouveau dispositif a été réalisé en 2004.
En 2022, la commune comptait 72 habitants, en évolution de +16,13 % par rapport à 2016 (Manche : −0,31 %, France hors Mayotte : +2,11 %).
Hiesville a compté jusqu'à 208 habitants en 1831.
| 1793 | 1800 | 1806 | 1821 | 1831 | 1836 | 1841 | 1846 | 1851 |
| ---- | ---- | ---- | ---- | ---- | ---- | ---- | ---- | ---- |
| 98   | 114  | 119  | 203  | 208  | 200  | 184  | 201  | 171  |

| 1856 | 1861 | 1866 | 1872 | 1876 | 1881 | 1886 | 1891 | 1896 |
| ---- | ---- | ---- | ---- | ---- | ---- | ---- | ---- | ---- |
| 165  | 145  | 148  | 126  | 137  | 151  | 143  | 140  | 135  |

| 1901 | 1906 | 1911 | 1921 | 1926 | 1931 | 1936 | 1946 | 1954 |
| ---- | ---- | ---- | ---- | ---- | ---- | ---- | ---- | ---- |
| 134  | 138  | 133  | 100  | 122  | 111  | 125  | 119  | 104  |

| 1962 | 1968 | 1975 | 1982 | 1990 | 1999 | 2004 | 2006 | 2009 |
| ---- | ---- | ---- | ---- | ---- | ---- | ---- | ---- | ---- |
| 90   | 94   | 72   | 66   | 57   | 69   | 64   | 67   | 75   |

| 2014 | 2019 | 2022 | - | - | - | - | - | - |
| ---- | ---- | ---- | - | - | - | - | - | - |
| 65   | 70   | 72   | - | - | - | - | - | - |

## Économie
La commune se situe dans la zone géographique des appellations d'origine protégée (AOP) Beurre d'Isigny et Crème d'Isigny.

## Culture locale et patrimoine

### Lieux et monuments

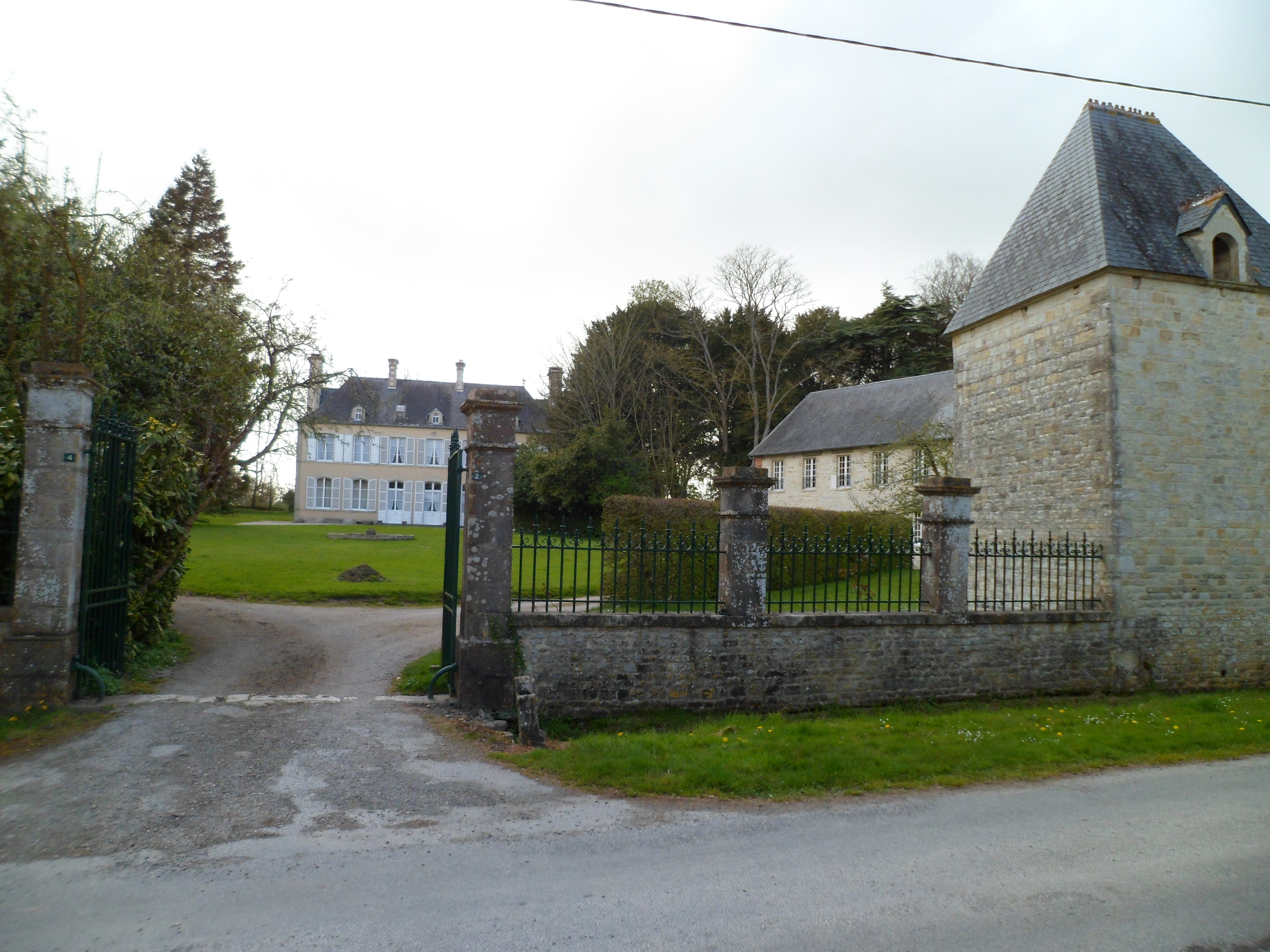
Le château de Hiesville.

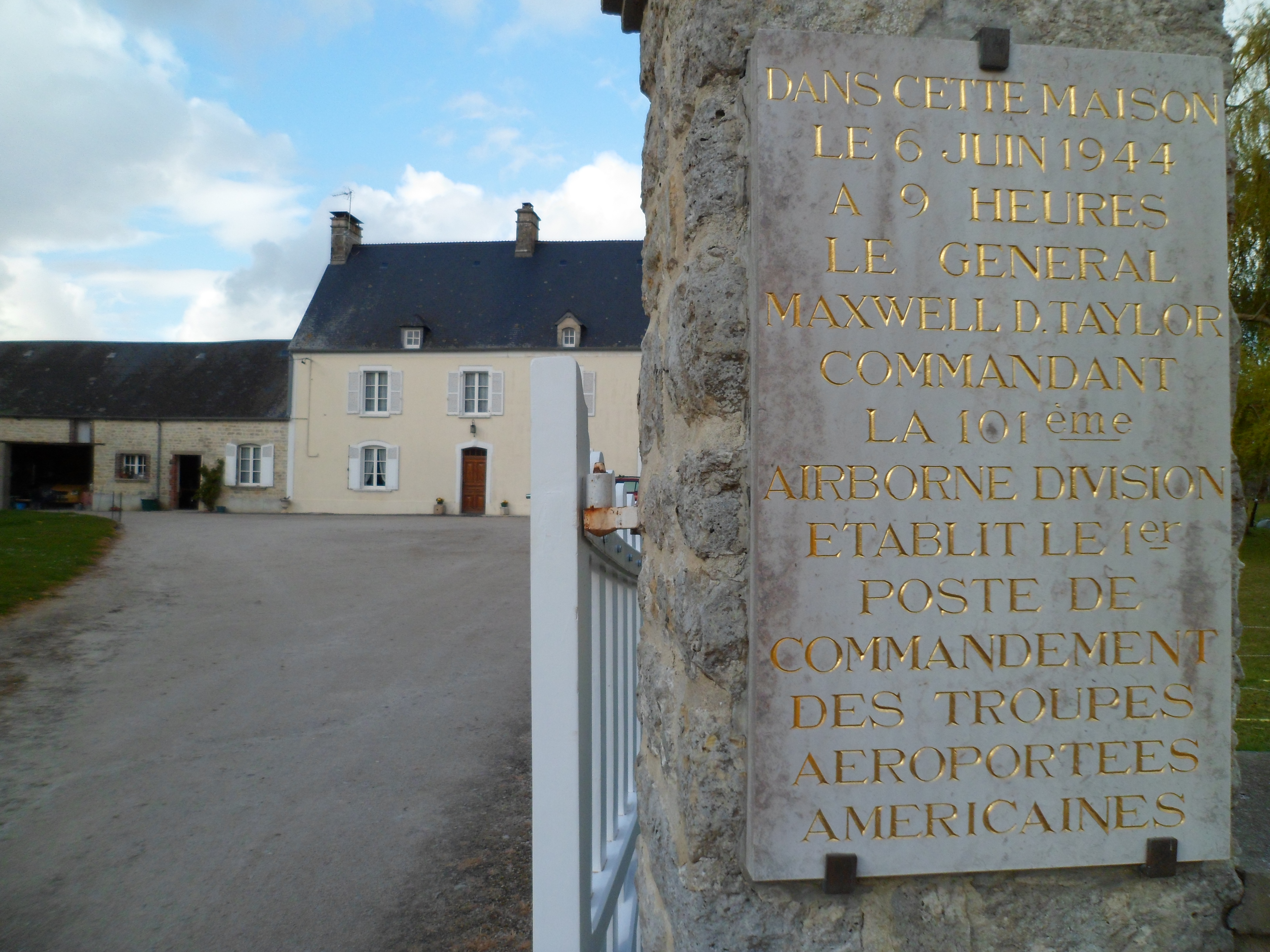
La ferme de Franqueville.

- Église Saint-Côme-et-Saint-Damien du XIIIe siècle, avec son chœur du XIVe, inscrite en 1986 à l'Inventaire général du patrimoine culturel[32]. Le patronage de l'église appartenait à l'abbaye de Cerisy-la-Forêt[33].

Elle abrite une verrière du XVIe classé au titre objet aux monuments historiques, statuaire (XVIIIe), et une chaire à prêcher du XVIIe.
- Ancien cimetière protestant.
- Château de Hiesville des XVIIe et XIXe siècles, encadré sur la route par deux tours basses de plan carrées[35].
- Restes du château de Colombière du XVIe siècle détruit en 1944 sauf sa cheminée (1556) et les communs. Il servit d'hôpital pour la 101e Aiborne dès le 6 juin 1944. Une stèle en commémore l'installation.
- Ferme-manoir de Franqueville. C'est dans cette ferme qu'a eu lieu la distribution des vivres durant la Seconde Guerre mondiale ; et c'est ici aussi que peu après le débarquement, le général Maxwell Taylor, commandant la 101e Division US établit le premier poste de commandement des troupes aéroportées américaines, arrivées à Hiesville dès le 5 juin 1944 à 22 heures.
- Ferme-manoir de Caloville des XVIIe et XVIIIe siècles, inscrite à l'Inventaire général du patrimoine culturel[36].
- Mémorial du général Pratt, premier officier supérieur allié mort dans les combats de la Libération.

### Personnalités liées à la commune
- Général Don Forrester Pratt (1892-1944), mort le 6 juin 1944 dans le crash de son planeur Waco sur le territoire communal[25].
- Colonel Robert Frederik Sink (1905-1965), commandant le 506e Régiment de parachutistes, assura dès la nuit du 5 au 6 juin 1944 la prise de Hiesville[25].

### Hiesville à la télévision
Le bourg servi de décor pour un téléfilm de Guy-André Lefranc (1919-1984) l'Implantation (1973), sur un scénario de Gilles Perrault, avec François Dunoyer, Jacques Alric et Tsilla Chelton.